# 30 monedas
30 monedas es una serie de televisión española de misterio y terror dirigida por Álex de la Iglesia, con guion de éste y de Jorge Guerricaechevarría. El título de la serie hace referencia a las 30 monedas por las que Judas Iscariote traicionó a Jesucristo. Se emitió entre noviembre de 2020 y diciembre de 2023 en HBO España y está protagonizada por Eduard Fernández, Miguel Ángel Silvestre, Megan Montaner, Macarena Gómez y Manolo Solo, además de Paul Giamatti y Najwa Nimri a partir de su segunda temporada, entre otros.
La serie preestrenó su primer episodio el 11 de septiembre en la Sección Oficial del Festival de Cine Fantástico de Sitges. En agosto de 2021 el director, Álex de la Iglesia, anunció que la segunda temporada estaba en desarrollo. El rodaje de la segunda entrega comenzó en febrero de 2022y su estreno se produjo el 23 de octubre de 2023. A pesar de que De la Iglesia manifestó que estaba planeada para constar de tres temporadas, él mismo confirmó el 20 de mayo de 2024 que HBO había cancelado la serie, si bien la tercera temporada ya estaba escrita e intentaría producirla.

## Sinopsis
El padre Manuel Vergara (Eduard Fernández), exorcista de profesión, boxeador y expresidiario, vive en Pedraza, un pueblo de Segovia, para olvidar su pasado y comenzar una nueva vida. Sin embargo, pronto comienzan a ocurrir fenómenos paranormales en el lugar y tendrá que contar con la ayuda de Paco, el alcalde (Miguel Ángel Silvestre), y Elena, la veterinaria del pueblo (Megan Montaner), para resolver el misterio de una moneda de Vergara que podría formar parte de las treinta con las que se pagó a Judas su traición a Jesucristo. Los tres protagonistas acabarán en el centro de una conspiración global que involucra a los cainitas y que amenaza con destruir al cristianismo.

## Rodaje
Para la primera temporada, el escenario principal de la serie fue el pueblo de Pedraza (provincia de Segovia), donde se grabaron la mayoría de localizaciones. Además, también se rodó en la presa de Aldeadávila, el castillo de Calatrava La Nueva, la Biblioteca General de Salamanca, el Instituto del Patrimonio Histórico Español, en Alcalá de Henares y el Palacio del Marqués de Santa Cruz (Viso del Marqués) de Ciudad Real. Asimismo, se grabó en las ciudades extranjeras de Jerusalén, Roma, Nueva York y París; aunque para Alepo se recrearon escenarios españoles.
La segunda temporada se ha rodado en 27 semanas en España, Italia, Estados Unidos, Francia y Reino Unido.

## Reparto

### Reparto principal
| Intérprete             | Personaje                | Temporadas | Temporadas |
| Intérprete             | Personaje                | 1          | 2          |
| ---------------------- | ------------------------ | ---------- | ---------- |
| Eduard Fernández       | Padre Manuel Vergara     | Principal  | Principal  |
| Megan Montaner         | Elena Echevarría         | Principal  | Principal  |
| Miguel Ángel Silvestre | Paco                     | Principal  | Principal  |
| Macarena Gómez         | Mercedes "Merche" Gandía | Principal  | Principal  |
| Pepón Nieto            | Sargento Lagunas         | Principal  | Principal  |
| Manolo Solo            | Cardenal Fabio Santoro   | Principal  | Principal  |
| Cosimo Fusco           | Angelo                   | Principal  | Principal  |
| Manuel Tallafé         | Enrique                  | Principal  | Principal  |
| Nuria González         | María Salcedo            | Recurrente | Principal  |
| Paul Giamatti          | Cristian Barbrow         |            | Principal  |
| Najwa Nimri            | Haruka                   |            | Principal  |

### Reparto recurrente
- Francisco Reyes como Lagrange
- Álvaro Manso como Román
- José Alias como Curro
- Javier Bódalo como Antonio
- Alberto Bang como Ricardo "Richi"
- Nourdín Batán como Jaime (temporada 1)
- Óscar Ortuño como Nacho (temporada 1)
- Jaime Ordóñez como Tomás
- Beatriz Olivares como Isabel
- Nacho Braun como Juan Carlos (temporada 1)
- Paco Tous como Jesús Agreda García (temporada 1)
- Aten Soria como Rosario
- Alba de la Fuente como Trini Agreda (temporada 1)
- Mariano Venancio como Marcelo (temporada 1)
- Pat Aguiló como Remedios (temporada 1)
- Riccardo Frascari como Giacomo (temporada 1)
- Antonio Velázquez como Roque (temporada 1)
- Juan Viadas como Rogelio
- Abril Montilla como Elvira (temporada 1)
- Secun de la Rosa como Martín
- Elena González como Concha
- Isabel Bernal como Susana (temporada 1)
- Lola Rojo como Consuelo (temporada 1)
- Elisa Matilla como Felisa (temporada 1)
- Paula Soldevila como María José (temporada 1)
- Alicia San Lorenzo como Fina (temporada 1)
- Mafalda Carbonell como Lourdes (temporada 1)
- Enrique Martínez como Ramiro (temporada 1)
- Julián Valcárcel como Ernesto (temporada 1)
- María Jesús Hoyos como Anciana milenaria
- Greta Fernández como Cristina Miralles (temporada 1, invitada temporada 2)
- Luigi Diberti - Lombardi (temporada 2, invitado temporada 1)
- María Isasi como Rosa (temporada 2)
- Frank Feys como Doctor Giraud (temporada 2)
- Carla Tous como Sole (temporada 2, invitada temporada 1)
- Zoe Berriatúa como Condenado cobarde (temporada 2)
- Javier Botet como Demonio (temporada 2)
- Soren Hellerup como Máximo "Max" Cadierno (temporada 2)
- Carlos Areces como Celador (temporada 2)
- Fernando Gil como Celador (temporada 2)
- Pedro Casablanc como Pereira (temporada 2)

### Reparto episódico
- Vicente León - Anciano Ginebra (Episodio 1)
- Carmen Machi - Carmen (Episodio 1)
- Antonio Durán "Morris" - Alonso (Episodio 1)
- Aitana Granados - Bebé (Episodio 1)
- Manuel Prieto - Niño araña (Episodio 1)
- Carla Campra - Vane (Episodio 2)
- Pilar Pintre - Mari Carmen, madre de Elvira (Episodio 2)
- Ricardo Lacámara - Hombre mayor (Episodio 2)
- Antonio Vico - Hombre de las flores (Episodio 2)
- Johnny Melville - Anciano NY (Episodio 3)
- Massimo Ferroni D'andrea - Papa (Episodio 4)
- Bruno Zito - Sacerdote Bruno (Episodio 4; Episodio 8)
- Jorge Andreu - Manuel Vergara niño (Episodio 5)
- Marcial Álvarez - Padre de Vergara (Episodio 5)
- Fátima Baeza - Madre de Vergara (Episodio 5)
- Tony Lam - Chef (Episodio 5)
- Chelo Vivares - Piedad (Episodio 6)
- Noureddine El Attab - Ahmed (Episodio 6 - Episodio 7)
- Vincent Furic - Doorman (Episodio 6)
- Bianca Kovacs - Susanne (Episodio 7)
- Eva Cañadas - María (Episodio 7)
- Víctor Clavijo como Mario (Episodio 4 - Episodio 5)
- Leonardo Nigro - Sandro (Episodio 4 - Episodio 5)
- Eric Nguyen - Asiático (Epis mmodio 8)
- Carlos Bardem como Cardenal de la Cruz (Episodio 8 T1 - Episodio 3 T2)
- Fofito cómo cardenal impío (T2 Episodio3)
- Carmina Barrios cómo Nati  (T2 Episodio3)
- El Langui cómo Joserra  (T2 Episodio3)

## Episodios

### Primera temporada
| N.º en serie | N.º en temp. | Título               | Dirigido por       | Escrito por                                   | Fecha de lanzamiento original |
| ------------ | ------------ | -------------------- | ------------------ | --------------------------------------------- | ----------------------------- |
| 1            | 1            | «Telarañas»          | Álex de la Iglesia | Álex de la Iglesia y Jorge Guerricaechevarría | 29 de noviembre de 2020       |
| 2            | 2            | «Ouija»              | Álex de la Iglesia | Álex de la Iglesia y Jorge Guerricaechevarría | 6 de diciembre de 2020        |
| 3            | 3            | «El espejo»          | Álex de la Iglesia | Álex de la Iglesia y Jorge Guerricaechevarría | 13 de diciembre de 2020       |
| 4            | 4            | «Recuerdos»          | Álex de la Iglesia | Álex de la Iglesia y Jorge Guerricaechevarría | 20 de diciembre de 2020       |
| 5            | 5            | «El doble»           | Álex de la Iglesia | Álex de la Iglesia y Jorge Guerricaechevarría | 27 de diciembre de 2020       |
| 6            | 6            | «Guerra santa»       | Álex de la Iglesia | Álex de la Iglesia y Jorge Guerricaechevarría | 3 de enero de 2021            |
| 7            | 7            | «La caja de cristal» | Álex de la Iglesia | Álex de la Iglesia y Jorge Guerricaechevarría | 10 de enero de 2021           |
| 8            | 8            | «Sacrificio»         | Álex de la Iglesia | Álex de la Iglesia y Jorge Guerricaechevarría | 17 de enero de 2021           |

### Segunda temporada
| N.º en serie | N.º en temp. | Título                          | Dirigido por       | Escrito por                                   | Fecha de lanzamiento original |
| ------------ | ------------ | ------------------------------- | ------------------ | --------------------------------------------- | ----------------------------- |
| 9            | 1            | «El pueblo fantasma»            | Álex de la Iglesia | Álex de la Iglesia y Jorge Guerricaechevarría | 23 de octubre de 2023         |
| 10           | 2            | «Las tierras del sueño»         | Álex de la Iglesia | Álex de la Iglesia y Jorge Guerricaechevarría | 30 de octubre de 2023         |
| 11           | 3            | «Criaturas infernales»          | Álex de la Iglesia | Álex de la Iglesia y Jorge Guerricaechevarría | 6 de noviembre de 2023        |
| 12           | 4            | «El libro negro del árabe loco» | Álex de la Iglesia | Álex de la Iglesia y Jorge Guerricaechevarría | 13 de noviembre de 2023       |
| 13           | 5            | «El símbolo arcano»             | Álex de la Iglesia | Álex de la Iglesia y Jorge Guerricaechevarría | 20 de noviembre de 2023       |
| 14           | 6            | «Resetear el mundo»             | Álex de la Iglesia | Álex de la Iglesia y Jorge Guerricaechevarría | 27 de noviembre de 2023       |
| 15           | 7            | «Los dos núcleos»               | Álex de la Iglesia | Álex de la Iglesia y Jorge Guerricaechevarría | 4 de diciembre de 2023        |
| 16           | 8            | «El ojo de Dios»                | Álex de la Iglesia | Álex de la Iglesia y Jorge Guerricaechevarría | 11 de diciembre de 2023       |

## Recepción

### Reconocimientos
| Año  | Premio                                    | Categoría                               | Nominado(s)                        | Resultado | Ref.   |
| ---- | ----------------------------------------- | --------------------------------------- | ---------------------------------- | --------- | ------ |
| 2021 | Premios Feroz                             | Mejor serie dramática                   | 30 Monedas                         | Nominada  | [ 14 ] |
| 2021 | Premios Feroz                             | Mejor interpretación masculina en serie | Eduard Fernández                   | Ganador   | [ 14 ] |
| 2021 | Premios Feroz                             | Mejor interpretación femenina en serie  | Megan Montaner                     | Nominada  | [ 14 ] |
| 2021 | Premios Feroz                             | Mejor actor de reparto en serie         | Manolo Solo                        | Nominado  | [ 14 ] |
| 2021 | Premios Feroz                             | Mejor actriz de reparto en serie        | Macarena Gómez                     | Nominada  | [ 14 ] |
| 2021 | Premios Feroz                             | Mejor actriz de reparto en serie        | Carmen Machi                       | Nominada  | [ 14 ] |
| 2021 | Festival Internacional de Cine de Almería | Mejor serie dramática                   | 30 Monedas                         | Ganadora  |        |
| 2021 | Festival Internacional de Cine de Almería | Mejor showrunner de serie dramática     | Álex de la Iglesia y Carolina Bang | Ganadores |        |
| 2021 | Festival Internacional de Cine de Almería | Mejor actor en serie dramática          | Eduard Fernández                   | Ganador   |        |